# Ključ (Una-Sana)
Pour les articles homonymes, voir Ključ.
Ključ (en serbe cyrillique : Кључ) est une ville et une municipalité de Bosnie-Herzégovine située dans le canton d'Una-Sana et dans la fédération de Bosnie-et-Herzégovine. Selon les premiers résultats du recensement bosnien de 2013, la ville intra muros compte 5 409 habitants et la municipalité 18 714.

## Géographie
Ključ est située au sud de Sanski Most. La rivière Sana traverse la municipalité. La région est densément boisée.

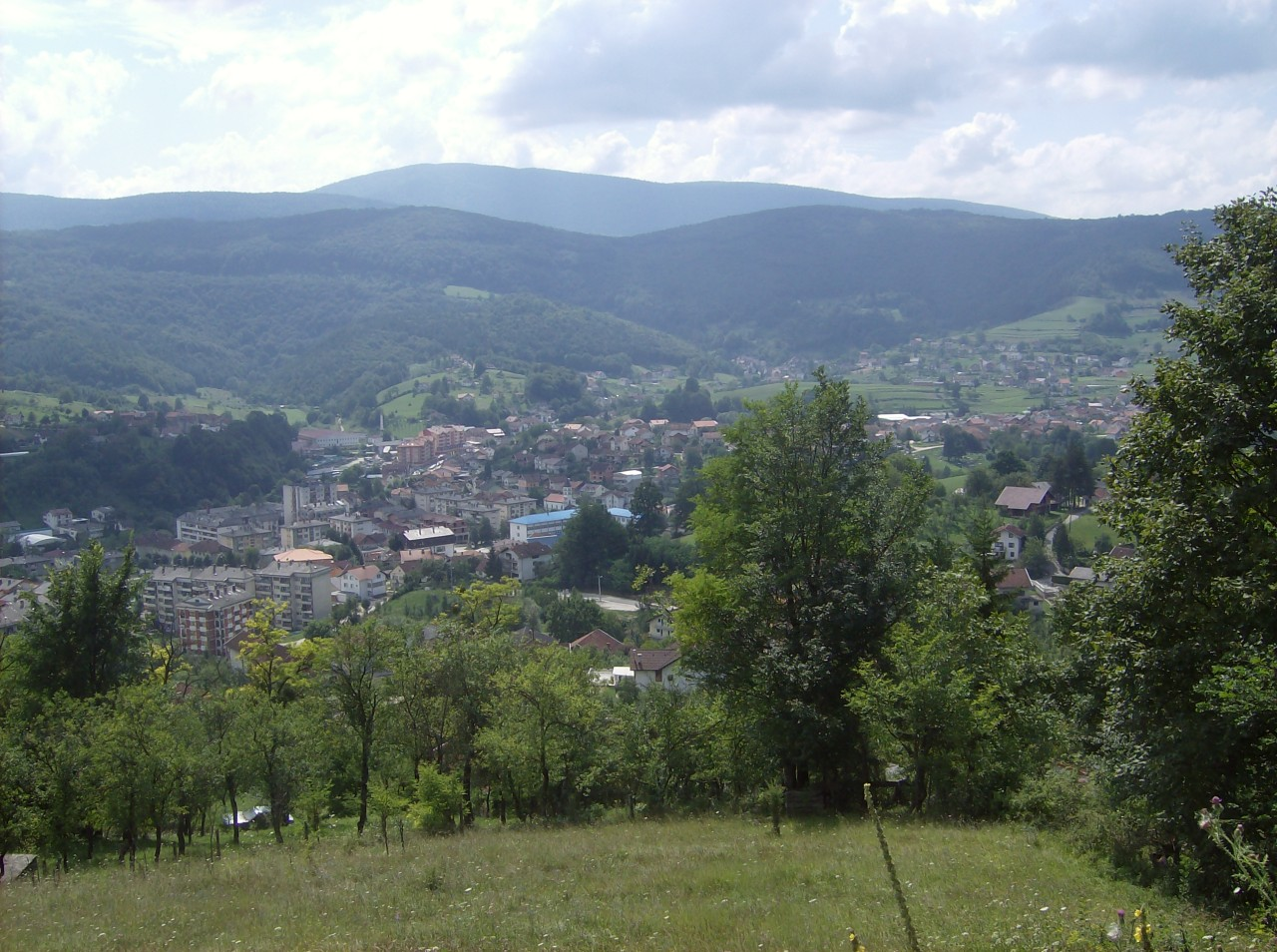
Vue générale de Ključ

## Histoire
La ville de Ključ est mentionnée pour la première fois en 1322 dans des documents du ban Stjepan II Kotromanić. Elle a été conquise par les Ottomans en 1463.

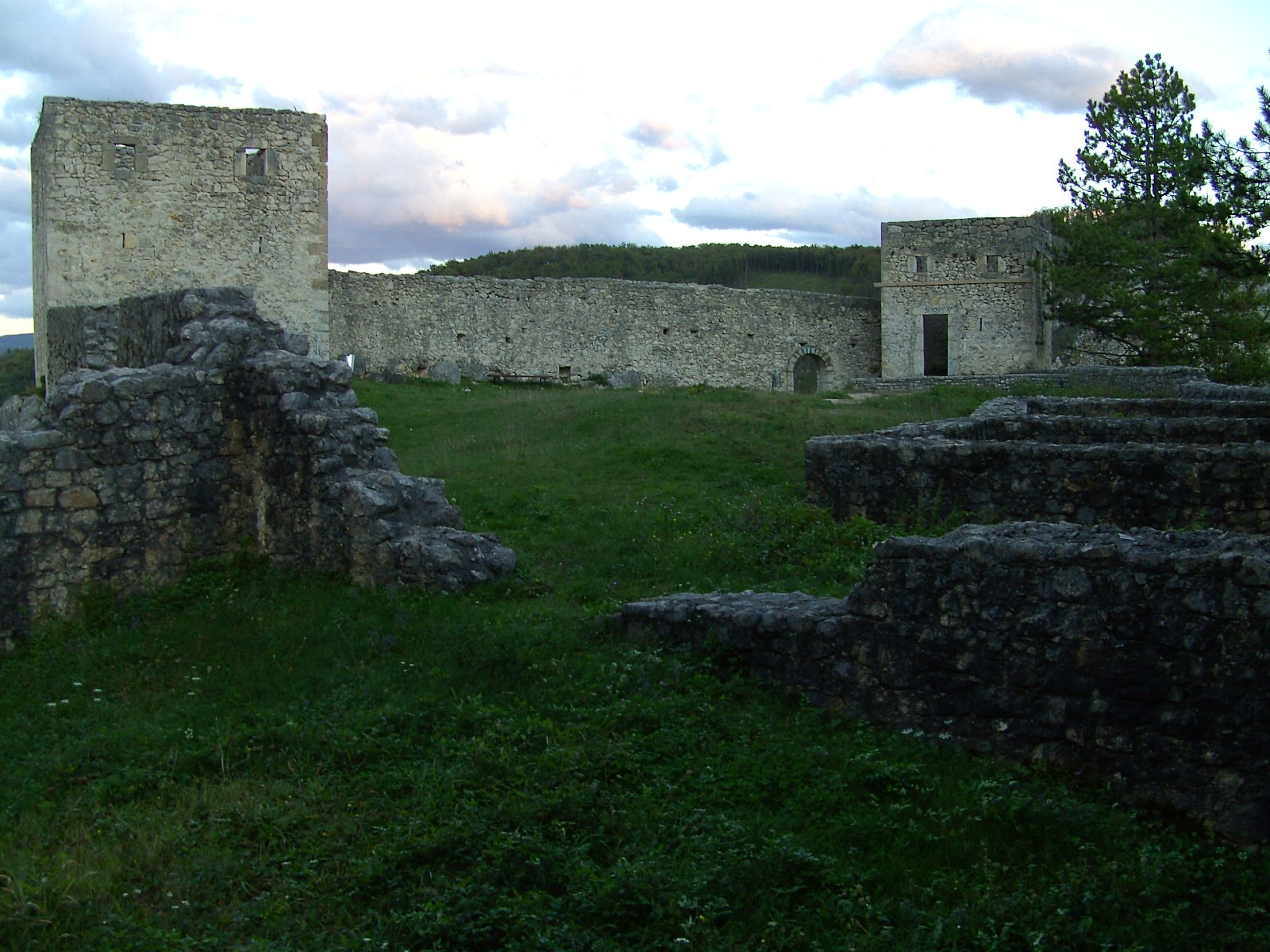
Vue de la forteresse de Ključ

Après la guerre de Bosnie et à la suite de accords de Dayton (1995), la municipalité d'avant-guerre a été partagée entre la fédération de Bosnie-et-Herzégovine et la république serbe de Bosnie (municipalité de Ribnik).

## Localités

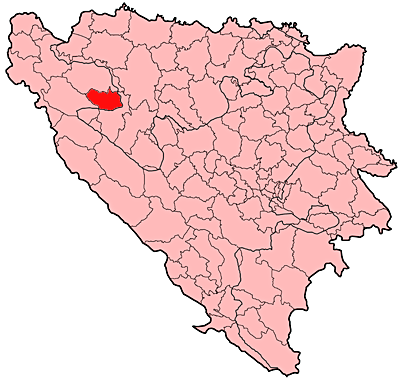
Localisation de la municipalité de Ključ en Bosnie-Herzégovine

La municipalité de Ključ compte 41 localités :
| - Biljani Donji - Biljani Gornji - Budelj Gornji - Crljeni - Donje Ratkovo - Donje Sokolovo - Donji Ramići - Donji Vojići - Dubočani - Gornje Ratkovo - Gornje Sokolovo | - Gornji Ramići - Gornji Vojići - Hadžići - Hasići - Hripavci - Humići - Jarice - Kamičak - Ključ - Kopjenica - Korjenovo | - Krasulje - Lanište - Ljubine - Međeđe Brdo - Mijačica - Peći - Pištanica - Plamenice - Prhovo - Prisjeka Donja - Prisjeka Gornja | - Rudenice - Sanica - Sanica Donja - Sanica Gornja - Velagići - Velečevo - Zavolje - Zgon |

## Démographie

### Villeintra muros

#### Évolution historique de la population dans la villeintra muros
| 1948 | 1953 | 1961  | 1971  | 1981  | 1991  | 2013  |
| ---- | ---- | ----- | ----- | ----- | ----- | ----- |
| -    | -    | 2 320 | 3 426 | 4 948 | 7 869 | 5 409 |

|  |

### Municipalité

#### Évolution historique de la population dans la municipalité
| 1961   | 1971   | 1981   | 1991   | 2013   |
| ------ | ------ | ------ | ------ | ------ |
| 39 784 | 39 966 | 40 008 | 37 391 | 18 714 |

#### Répartition de la population dans la municipalité (1991)
En 1991, sur un total de 37 391 habitants, la population se répartissait de la manière suivante :

## Politique
À la suite des élections locales de 2012, les 25 sièges de l'assemblée municipale se répartissaient de la manière suivante :
| Parti                                                               | Sièges |
| ------------------------------------------------------------------- | ------ |
| Parti d'action démocratique (SDA)                                   | 10     |
| Parti social-démocrate (SDP)                                        | 9      |
| Parti pour la Bosnie-Herzégovine (SBiH)                             | 2      |
| Alliance pour un meilleur avenir de la Bosnie-Herzégovine (SBB BiH) | 2      |
| Parti d'activité démocratique (A-SDA)                               | 1      |
| Parti patriotique de Bosnie-Herzégovine-Sefer Halilović (BPS)       | 1      |

Nedžad Zukanović, membre du Parti social-démocrate (SDP), a été élu maire de la municipalité,.

## Économie
L'industrie forestière, l'industrie légère et le tourisme constituent les trois secteurs principaux de l'économie de la municipalité.